# 羅林斯縣 (堪薩斯州)
羅林斯县（英語：Rawlins County，簡稱RA）是美國堪薩斯州西北部的一個縣，北鄰內布拉斯加州。面積2,771平方公里。根據美國2000年人口普查，共有人口2,672人。縣治阿特伍德（Atwood）。
成立於1873年3月6日，1881年3月11日縣政府成立。縣名紀念戰爭部長約翰·A·羅林斯 （John Aaron Rawlins）。